# Scottish Open 1932
Die Scottish Open 1932 waren die 20. Austragung dieser internationalen Meisterschaften von Schottland im Badminton. Sie fanden Anfang des Jahres in Glasgow statt. Gemeinsam mit den offenen Titelkämpfen fanden auch die geschlossenen nationalen Titelkämpfe von Schottland statt.

## Finalresultate
| Disziplin    | Sieger                              | Finalist                        | Ergebnis           |
| ------------ | ----------------------------------- | ------------------------------- | ------------------ |
| Herreneinzel | Willoughby Hamilton                 | James Rankin                    | 15–9, 18–17        |
| Dameneinzel  | Mavis Hamilton                      | Norma Stoker                    | 11–9, 6–11, 11–8   |
| Herrendoppel | Arthur Hamilton Willoughby Hamilton | Thomas Boyle James Rankin       | 9–15, 15–13, 15–1  |
| Damendoppel  | Margaret Tragett C. T. Duncan       | Dorothy Stenhouse J. M. Cassils | 15–10, 15–11       |
| Mixed        | Willoughby Hamilton M. Storey       | Arthur Hamilton Mavis Hamilton  | 11–15, 15–7, 18–16 |

## Sieger der Closed Scottish Championships
| Disziplin    | Sieger                          |
| ------------ | ------------------------------- |
| Herrendoppel | James Barr T. G. Dempster       |
| Damendoppel  | Dorothy Stenhouse J. M. Cassils |
| Mixed        | E. D. Ballantine M. Langmuir    |

## Referenzen
- Annual Handbook of the International Badminton Federation, London, 28. Auflage 1970, S. 268–274.
- Irish Badminton Triumphs. In: Dundee Courier. 11. Januar 1932, S. 4, abgerufen am 30. Juli 2025 (englisch).